# Hyperechia robusta
Hyperechia robusta là một loài ruồi trong họ Asilidae. Hyperechia robusta được Wiedemann miêu tả năm 1828.